# Wędromierz
Wędromierz – jezioro w Bruździe Zbąszyńskiej, na terenie Pszczewskiego Parku Krajobrazowego, w województwie lubuskim, w powiecie międzyrzeckim, w gminie Pszczew, położone na północny zachód od wsi Rybojady i na południowy zachód od wsi Silna Nowa w województwie wielkopolskim. 

## Charakterystyka
Akwen posiada połączenia z jeziorami Silna Duża, Chłop, Stobno i Jezioro Wielkie. Zanieczyszczenia fosforem i związkami biologicznymi duże, zagrożenie bakteryjne znikome. Ma walory turystyczne, posiada kąpieliska. Na jeziorze obowiązuje zakaz używania pojazdów spalinowych, np. motorówek, rozwinięta jest natomiast turystyka kajakowa, gdyż przez zbiornik ten prowadzi trasa kajakowa: Rybojadło – Chłop.

## Historia
W XVI wieku jezioro leżało w kluczu dóbr Pszczew należących do biskupstwa poznańskiego, w powiecie poznańskim Korony Królestwa Polskiego. Odnotowane zostało w 1564 pod nazwą „Vendromierz”, w 1571 „Wendromierz” oraz w 1660 jako „Wędromierz”.
W 1564 w kluczu dóbr pszczewskich biskupów poznańskich znajdowało się 9 jezior, a w tym m.in. Wędromierz. Odnotowano wówczas, że na wszystkich jeziorach, poza jeziorem Mielno, rybacy łowili ryby niewodem. Płacili oni od połowów czynsz od sieci (oryg. zapis „census szietny”). W okolicy tmieszkali też zagrodnicy. W 1571 jezioro ponownie odnotowane zostało w czasie podziału majątku należących do szlachciców z rodu Lwowskich z Lwówka, którzy podzielili m.in. borek w Rybojadach położony pomiędzy rzekami Obrą i Pańską Strugą, a jeziorem Wędromierz. W 1660 odnotowano rzekę Pańską Strugę płynącą z jeziora Wędromierz do jeziora Rybojadło.
Do czasu rozbiorów jezioro leżało w Rzeczypospolitej Obojga Narodów. Wskutek II rozbioru Polski w 1793, przeszło w granice Prus i jak cała Wielkopolska znalazło się w zaborze pruskim.